# Sophie Wright
Sophie Kate Wright (Norwich, 15 maart 1999) is een Britse wegwielrenster, veldrijdster en mountainbikster die vanaf 2023 rijdt voor Fenix-Deceuninck.
Wright won in 2016 het Europees kampioenschap mountainbiken voor junioren. Hetzelfde jaar behaalde ze een derde plaats op het Europees kampioenschap op de weg. In augustus 2018 ging ze rijden voor Bigla Pro Cycling. Nadat de ploeg er na het seizoen 2020 mee ophield maakte Wright in 2021 de overstap naar Alé BTC Ljubljana, dat in 2022 verder ging als UAE Team ADQ.

## Palmares

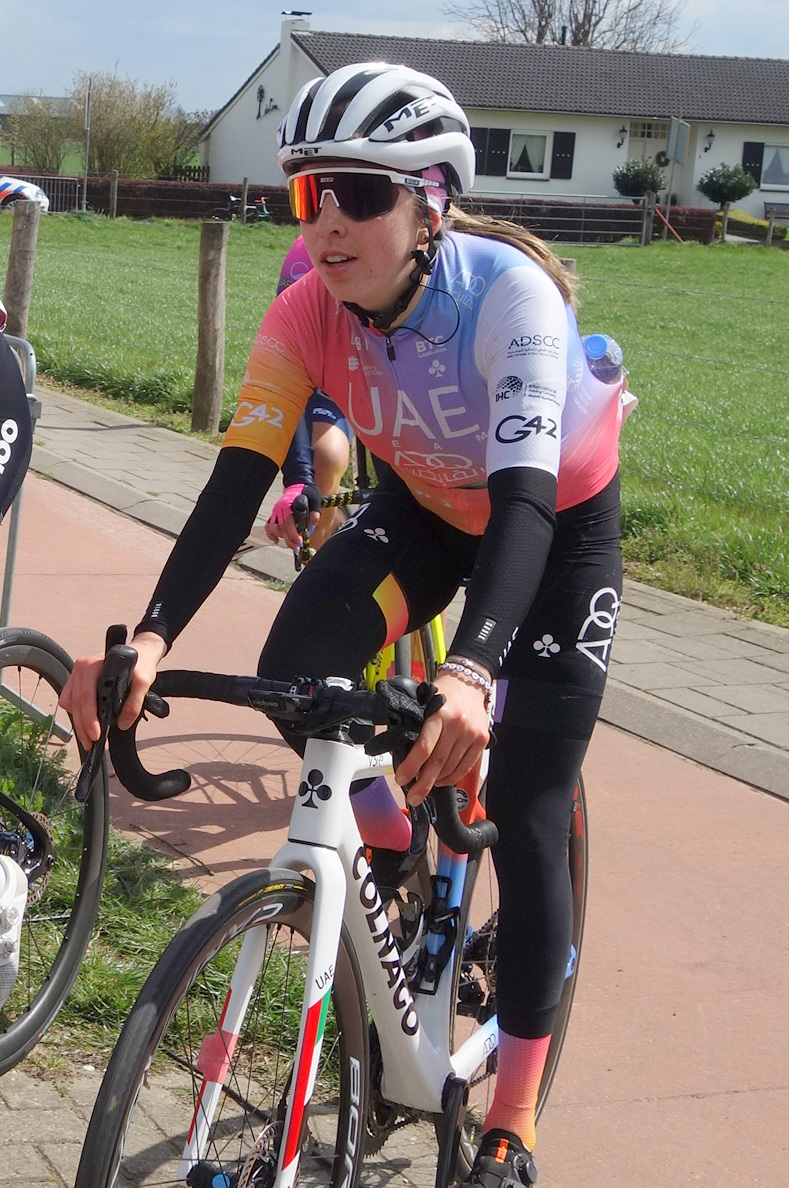
Wright na de Amstel Gold Race 2022.

2016
 Europees kampioenschap Mountainbike Cross Country, junioren
 Europees kampioenschap op de weg, junioren
2019
Jongerenklassement Giro delle Marche in Rosa

### Uitslagen in voornaamste wedstrijden
| Jaar | Amstel Gold Race |
| ---- | ---------------- |
| 2023 | opgave           |

## Ploegen
- 2018 –  Cervélo-Bigla (vanaf 10 augustus)
- 2019 –  Bigla Pro Cycling
- 2020 –  Bigla-Katusha/Paule Ka
- 2021 –  Alé BTC Ljubljana
- 2022 –  UAE Team ADQ
- 2023 –  Fenix-Deceuninck
- 2024 –  Fenix-Deceuninck
- 2025 –  Ribble Outliers

Duyck · Hanselmann · Koppenburg · Lepistö · Moolman-Pasio · Norsgaard · Rose · Uttrup Ludwig · Vilmann
Alzini · Banks · Chabbey · Harvey · Leth · Norsgaard · Nosková · Sperotto · Thomas · Uttrup Ludwig · Wright
Alzini · Banks · Chabbey · Fisher-Black · Harvey · Koppenburg · Norsgaard · Nosková · Reusser · Sperotto · Stirnemann · Thomas · Wright
Bastianelli · Boogaard · Bujak · Chursina · García · Guderzo · Patuelli · Pintar · Reusser · Tomasi · Trevisi · Wright
al Sayegh · Bastianelli · Bertizzolo · Boogaard · Bujak · García · Ivanchenko · Magnaldi · Novolodskaja · Patuelli · Pintar · Tomasi · Trevisi · Wright · Zanetti
Alvarado · Cant · Couzens · de Baat · De Wilde · Kastelijn · Kuijpers · Martins · Marturano · Pieterse · Schrempf · Schweinberger · Stiasny · Truyen · Van de Velde · van der Heijden · van Zuthem · Worst · Wright
Alvarado · Cant · Couzens · De Wilde · Kastelijn · Kuijpers · Marturano · Perkins · Pieterse · Rooijakkers · Schrempf · Schweinberger · Stiasny · Truyen · van Alphen · van der Heijden · van Zuthem · Worst · Wright